# Jamal 601
Jamal 601 (russisch: Ямал-601, auch Yamal 601) ist ein russischer Kommunikationssatellit, welcher von Gazprom Space Systems betrieben wird. Er ist der achte gestartete Satellit der Jamal-Reihe.

## Geschichte
Im Januar 2014 gab Thales Alenia Space bekannt, dass sie mit Gazprom Space Systems nach einer internationalen Ausschreibung den Vertrag zum Bau eines neuen, geostationären Kommunikationssatelliten unterzeichnet hatten. Damit war Thales Alenia für die Planung, den Bau und die Lieferung des Raumfahrzeugs zuständig. Dieser Satellit, Jamal 601, sollte seinen Vorgänger Jamal 202 bei seiner Position 49° Ost ablösen und danach Russland mit Direktinternet und Rundfunkdienstleistungen versorgen. Die Kosten der Mission werden auf 300 Mio. USD geschätzt.

## Technische Details
Thales Alenia Space baute den Satelliten auf Basis ihres Spacebus-4000-Satellitenbusses. Er ist mit 18 C-Band, 19 Ku-Band und 26 Ka-Band-Transpondern ausgerüstet und besitzt eine geplante Lebensdauer von 15 Jahren. Des Weiteren ist Jamal 601 dreiachsenstabilisiert und wog beim Start ca. 5,4 Tonnen. Seine zwei großen Solarpanele erzeugen gemeinsam etwa elf Kilowatt Strom.

## Missionsverlauf
Der Start des Satelliten erfolgte am 30. Mai 2019 auf einer Proton-M-Trägerrakete vom Kosmodrom Baikonur aus in einen geostationären Transferorbit. Die Bris-M-Oberstufe setzte Jamal 601 neun Stunden und 13 Minuten nach dem Start aus. Von dort aus erreichte der Satellit am 24. Juni 2019 seine geosynchrone Umlaufbahn. Beim Zünden des Bordmotors für die Umlaufbahnanhebung kam es jedoch zu technischen Problemen, weswegen ersatzweise die Lageregelungstriebwerke benutzt werden mussten. Dies hat jedoch keine Auswirkung auf seine Lebensdauer. Nach Ende der Testphase wurde Jamal 601 am 19. Juli 2019 bei 49° Ost in Betrieb genommen und löste somit Jamal 202 ab.

### Verlauf des Starts
| Zeitpunkt (T+ in Sek.) | Ereignis0                                 |
| ---------------------- | ----------------------------------------- |
| 0,0                    | Abheben der Rakete                        |
| 119,7                  | Trennung der ersten Stufe                 |
| 327,2                  | Trennung der zweiten Stufe                |
| 330,0                  | Zündbefehl für die dritte Stufe           |
| 346,9                  | Abwurf der Nutzlastverkleidung            |
| 571,0                  | Triebwerk der dritten Stufe schaltet ab   |
| 582,2                  | Trennung der dritten Stufe                |
| 676,2                  | Beginn der 1. Brennphase der Oberstufe    |
| 955,0                  | Ende der 1. Brennphase der Oberstufe      |
| 4.053,0                | Beginn der 2. Brennphase der Oberstufe    |
| 5.114,0                | Ende der 2. Brennphase der Oberstufe      |
| 12.514,0               | Beginn der 3. Brennphase der Oberstufe    |
| 13.297,0               | Ende der 3. Brennphase der Oberstufe      |
| 13.347,0               | Trennung des externen Oberstufentanks     |
| 13.434,0               | Beginn der 4. Brennphase der Oberstufe    |
| 13.698,0               | Ende der 4. Brennphase der Oberstufe      |
| 31.910,0               | Beginn der 5. Brennphase der Oberstufe    |
| 32.378,0               | Ende der 5. Brennphase der Oberstufe      |
| 33.180,0               | Trennung des Satelliten von der Oberstufe |